# Йоркский институт развития предпринимательства
Йоркский институт развития предпринимательства (англ. York Entrepreneurship Development Institute, YEDI) — канадский бизнес-инкубатор, акселератор и венчурный фонд, расположенный в Торонто при Йоркском университете.
Институт, в соответствии с канадским законом NFP, зарегистрирован в качестве некоммерческой благотворительной организации.
Безвозмездно, на конкурсной основе проводит обучающие курсы и разовые тематические мероприятия для предпринимателей, стартапов и некоммерческих организаций. Большинство занятий проходит в аудиториях Школы бизнеса им. Шулиха Йоркского университета на кампусе Keele. Участникам образовательных курсов для работы над своими проектами по их желанию предоставляется место в коворкинг-пространстве YEDI. YEDI, в отличие от большинства традиционных инкубаторов и акселераторов, не взимает платы за обучение и не просит доли от бизнеса на инкубационном этапе, вместо этого организация помогает бизнесменам вырастить свой бизнес до масштабов, когда он интересен крупным венчурным инвесторам, включая собственный Венчурный фонд YEDI.
Институт основан в 2013 году бывшим российским предпринимателем, Маратом Рессиным, при поддержке русскоговорящей еврейской общины Онтарио. Хотя изначально он был создан для оказания помощи в первую очередь русской еврейской общине, YEDI вскоре расширил охват на другие еврейские общины и другие общественности.
Стремясь расширить сеть связей с учебными учреждениями других стран, в августе 2016 YEDI стал соорганизатором двухнедельной интенсивной программы бизнес-акселерации в Ариэльском университете на Западном берегу реки Иордан.
В апреле 2017 года Федеральное агентство экономического развития Южного Онтарио (Канада) объявило об инвестировании 1.98 миллиона долларов в развитие программы бизнес-инкубатора YEDI.
В 2017 году YEDI попал в официальный список правительства Канады для бизнес-инкубаторов, одобренных для хостинга государственной программы Start-Up Visa. Программа правительства направлена на привлечение инновационных предпринимателей в страну, связывая их с канадскими группами бизнес-ангелов, венчурными фондами или бизнес-инкубаторами для упрощения процесса запуска бизнеса в Канаде.
В начале 2018 года шведская консалтинговая фирма UBI Global поместила институт YEDI на первую строчку своего рейтинга акселераторов, связанных с университетами. После публикации рейтинга в сотрудничестве с YEDI заинтересовался Российский экономический университет имени Г. В. Плеханова, и в результате в нём во второй половине 2018 года была открыта Базовая кафедра Международных финансов и экономики развития малого бизнеса Йоркского Института Развития Предпринимательства.